# Вайнгайм
Вайнгайм (нім. Weinheim) — місто в Німеччині, у землі Баден-Вюртемберг. Підпорядковується адміністративному округу Карлсруе. Входить до складу району Рейн-Неккар.
Площа — 58,11 км2. Населення становить 45 335 ос. (станом на 31 грудня 2020).

## Уродженці
- Карл Ламмер (1920—1979) — німецький військовик.